# Novaj, Heves
Novaj  este un sat în districtul Eger, județul Heves, Ungaria, având o populație de 1.410 locuitori (2011). 

## Demografie
Componența etnică a satului Novaj
     Maghiari (98,73%)
     Necunoscut (0,64%)
     Alții (0,64%)
Componența confesională a satului Novaj
     Romano-catolici (54,61%)
     Fără religie (15,32%)
     Reformați (4,68%)
     Necunoscută (24,54%)
     Alte religii (1,84%)
Conform recensământului din 2011, satul Novaj avea 1.410 locuitori. Din punct de vedere etnic, majoritatea locuitorilor (98,73%) erau maghiari. Apartenența etnică nu este cunoscută în cazul a 0,64% din locuitori.  Din punct de vedere confesional, majoritatea locuitorilor (54,61%) erau romano-catolici, existând și minorități de persoane fără religie (15,32%) și reformați (4,68%). Pentru 24,54% din locuitori nu este cunoscută apartenența confesională.